# Tor ater
Tor ater är en fiskart som beskrevs av Roberts, 1999. Tor ater ingår i släktet Tor och familjen karpfiskar. Inga underarter finns listade i Catalogue of Life.
Denna fisk förekommer i vattendrag i centrala Laos. Grunden är främst klippig. Äggläggningen sker i bergssprickor. Ungarna utvecklas i små vattendrag.
Beståndet påverkas av nya vattenkraftverk. Stora exemplar fiskas. IUCN kategoriserar arten globalt som nära hotad.